# Абдаллах ибн Абдуррахман Аль Сауд
Абдаллах ибн Абдуррахман ибн Фейсал Аль Сауд (араб. عبد الله بن عبد الرحمن بن فيصل آل سعود‎; 1 января 1893 — 4 декабря 1976, Эр-Рияд, Саудовская Аравия) — первый советник короля и член внутреннего совета Саудовской Аравии. Брат первого короля Саудовской Аравии — Абдул-Азиза Аль Сауда.

## Биография
Родился в 1893 году. Был седьмым сыном эмира Второго Саудовского государства — Абдуррахмана ибн Фейсала Аль Сауда. Участвовал в военных походах своего старшего брата, короля Абдул-Азиза, таким образом он также заложил основы будущего состояния Саудовской Аравии. Он был ответственен за захват и уничтожение Ихван во время восстания 1928 года. 
Абдаллах стал членом политического комитета, созданного королём в 1932 году после создания Саудовской Аравии. Он был назначен главным советником короля, а также членом тайного совета, и оставался главным советником Абдул-Азиза ибн Сауда до самой смерти короля в 1953 году. Был участником встречи с британским премьером Уинстоном Черчиллем в 1945 году и сопровождал короля Абдул-Азиза на встрече с Франклином Д. Рузвельтом 14 февраля 1945 года.
Позже он занимал ключевые посты при своих племянниках, короле Сауде, короле Фейсале и короле Халиде. Во время соперничества между королём Сауда и наследным принцем Фейсала Абдулла одобрил действия последнего. Абдулла иин Абдул Рахман был одним из пяти старших принцев, которые встретились сразу после убийства короля Фейсала и провозгласили наследного принца Халида королём Саудовской Аравии.

### Смерть
Умер 4 декабря 1976 года в Эр-Рияде.

### Дети
У него было 15 сыновей и 13 дочерей. Один из его сыновей, принц Абдуррахман (? — 2016), был членом Семейного совета Саудитов для решения личных вопросов. Другой сын, принц Халид (1937—2021), — аравийский бизнесмен. Одна из его дочерей — Джаухара бинт Абдаллах — замужем за Саудом аль-Фейсалом Аль Саудом.